# Джураева, Зиннура
Зиннура Джураева (узб. Zinnura Djuraeva; род. 26 сентября 1985 года, Узбекистан) — узбекская дзюдоистка, выступавшая в весовой категории до 48 кг. Участница XXIX Летних Олимпийских игр, призёр Чемпионата Азии по дзюдо.

## Карьера
С 2002 года начала участвовать на международных соревнованиях. На Летних Азиатских играх в Пусан (Республика Корея) в весовой категории до 48 кг заняла лишь седьмое место. В 2003 году на Чемпионате Азии по дзюдо в Чеджу (Республика Корея) в весовой категории до 48 кг выиграла бронзовую медаль. В 2004 году выиграла бронзовую медаль на Чемпионате Азии по дзюдо среди юниоров в Доха (Катар). На Чемпионате Азии по дзюдо в Алма-Ате (Казахстан) в весовой категории до 48 кг завоевала снова седьмое место.
В 2006 году на Летних Азиатских играх в Доха (Катар) в весовой категории до 48 кг в 1/8 финала проиграла монгольской дзюдоистке Герелтуйа Эрденечимег. В 2007 году на Чемпионате Азии по дзюдо в Кувейте в весовой категории до 52 кг в борьбе за бронзовую медаль не смогла одолеть японку Нацуко Кимисима.
В 2008 году на Летних Олимпийских играх в Пекине (Китай) в весовой категории до 52 кг в первом раунде встретилась с немецкой дзюдоисткой Роми Тарангуль, но не смогла её одолеть. На Чемпионате Азии по дзюдо в Чеджу (Республика Корея) в весовой категории до 52 кг в полуфинале проиграла представительности Монголии Мёнхбаатарын Бундмаа. В борьбе за бронзовую медаль проиграла представительнице Тайваня Ши Пэйцзюнь. После Чемпионата Азии завершила спортивную карьеру.